# Wroceń
Wroceń [ˈvrɔt͡sɛɲ] est un village polonais de la gmina de Goniądz dans le powiat de Mońki et dans la voïvodie de Podlachie. Il se situe à environ 9 kilomètres au nord-est de Goniądz, à 16 kilomètres au nord de Mońki et à 51 kilomètres au nord-ouest de Bialystok. 

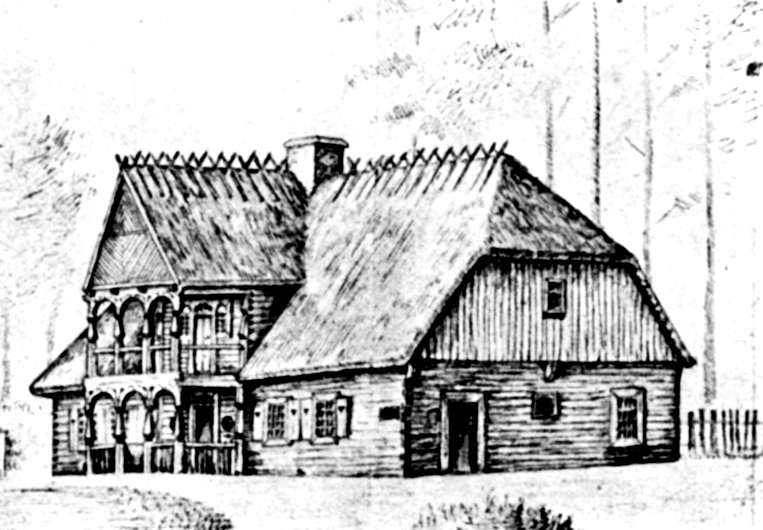
Dworek we wsi Wroceniu nad Biebrzą